# Ceraeochrysa indicata
Ceraeochrysa indicata is een insect uit de familie van de gaasvliegen (Chrysopidae), die tot de orde netvleugeligen (Neuroptera) behoort. 
Ceraeochrysa indicata is voor het eerst wetenschappelijk beschreven door Navás in 1914.